# Shakespeare heute
Shakespeare heute ist ein Buch von Jan Kott, das 1965 in polnischer (Szekspir wspólczesny) und 1970 in deutscher Sprache erschien und seither in viele weitere Sprachen übersetzt wurde. Kotts Werk hat nicht nur der Shakespeare-Forschung neue Impulse gegeben, sondern darüber hinaus auch die praktische Theaterarbeit geprägt. In vierzehn Essays analysiert Jan Kott alle bedeutenden Shakespeare-Dramen und vergleicht die Grausamkeit des Elisabethanischen Zeitalters mit den Erfahrungen des Zweiten Weltkriegs.

## Zum Inhalt des Buches
- I. Die Tragödien
- II. Die Komödien
- III. Miszellen
- Anmerkungen
- Quellennachweis
- Register